# Villa Zorn
Villa Zorn è una villa del XIX secolo presente a Sesto San Giovanni.

## Storia
La villa fu costruita nei primi dell'Ottocento dalla famiglia Marzorati che vi visse per oltre cinquant'anni. Nel 1870 venne ceduta a Gustav Zorn, discendente di una ricca famiglia austriaca che viveva a Milano e che arricchì il parco antistante la villa di varietà rare e pregiate di piante. Sul lato nord del parco fece allestire una montagnetta dalla quale si poteva contemplare il paesaggio agricolo circostante.
Villa Zorn ha una foggia neoclassica e la sua struttura è un impianto a blocco lineare con la parte centrale più elevata. Il salone da ballo, cuore della villa, si trova al piano terra. Il parco, noto un tempo per la varietà di piante, conserva ancora alcune tracce dell'originario impianto romantico, come la fontana all'estremità sud. Attualmente è stato trasformato in un giardino pubblico.